# Norfolk and Western Railway

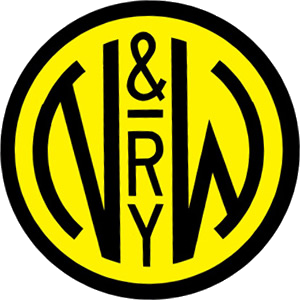
Logo der Norfolk and Western Railway

Die Norfolk and Western Railway (NW, N&W) ist eine ehemalige Class-I-Bahngesellschaft in der Osthälfte der Vereinigten Staaten. Sie entstand 1870, als verschiedene Bahngesellschaften, darunter die 1836 gegründete City Point Railroad, zur Atlantic, Mississippi and Ohio Railroad fusionierten. Diese wurde 1881 in Norfolk and Western Railroad und 1896 schließlich in Norfolk and Western Railway umbenannt. Sie betrieb 1981 ein Streckennetz von 7800 Meilen (ca. 12550 km), das sich von Norfolk bis Buffalo, Chicago, Omaha und Kansas City erstreckte. Die Bahngesellschaft existiert nominell noch heute, wurde jedoch am 31. Dezember 1990 durch die Norfolk Southern Railway gepachtet und ist zu 100 % in Besitz dieser Bahngesellschaft.

## Geschichte

### Atlantic, Mississippi and Ohio Railroad (1870–1881)

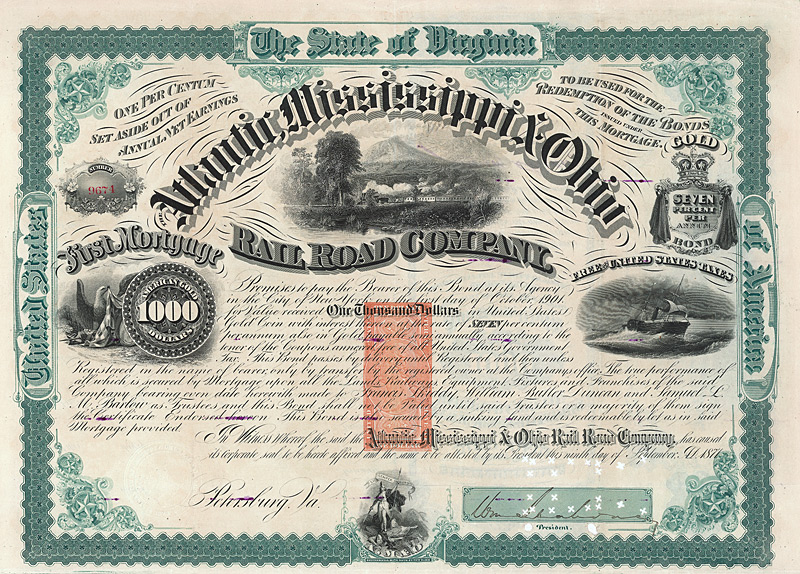
Goldbond der Atlantic, Mississippi & Ohio Railroad Company vom 9. September 1871

Am 12. November 1870 entstand die Atlantic, Mississippi and Ohio Railroad (AM&O) durch Fusion mehrerer Bahngesellschaften in Virginia, und zwar der Norfolk and Petersburg Railroad, der South Side Railroad, der Virginia and Tennessee Railroad und der Virginia and Kentucky Railroad. Die neue Bahngesellschaft besaß eine 657 Kilometer lange 1858 fertiggestellte Hauptstrecke von Norfolk an der Atlantikküste über Petersburg und Lynchburg nach Bristol an der Grenze nach Tennessee, eine rund 16 Kilometer lange Zweigstrecke von Petersburg nach City Point sowie eine ebenfalls etwa 16 Kilometer lange Zweigstrecke von Glade Spring nach Saltville. Die Spurweite des Netzes betrug 1524 Millimeter („Russische Breitspur“). Die Virginia&Kentucky wollte diese Strecke nach Kentucky verlängern, was jedoch nicht ausgeführt wurde. Stattdessen überstand die AM&O die Wirtschaftskrise von 1873 nur schwer und musste 1876 in Konkurs gehen. Am 10. Februar 1881 wurde die Gesellschaft an die Bankiersfamilie Clark in Philadelphia verkauft, die bereits die Shenandoah Valley Railroad besaß.

### Norfolk and Western Railroad (1881–1896)

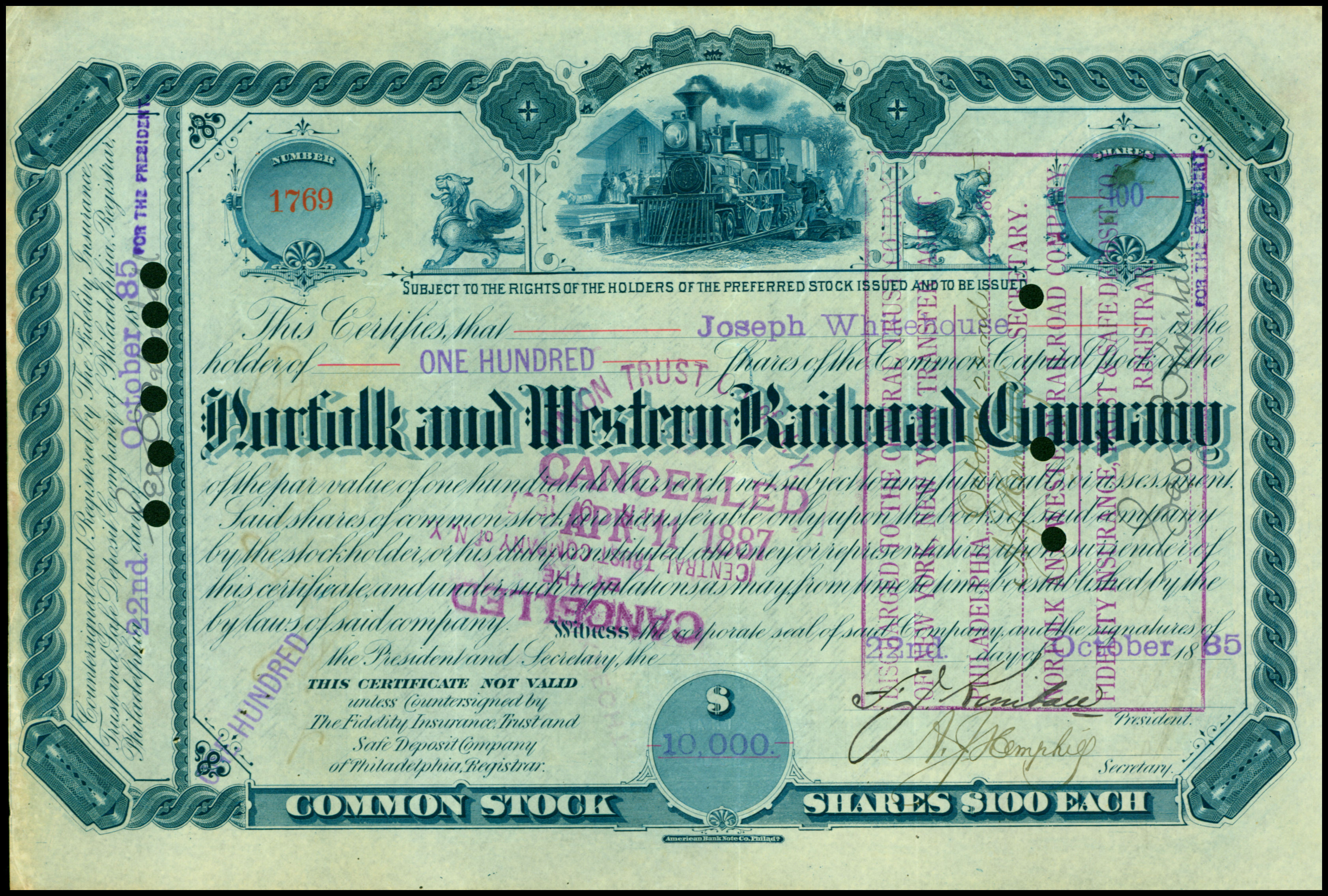
Aktie der Norfolk and Western Railroad Company vom 22. Oktober 1885

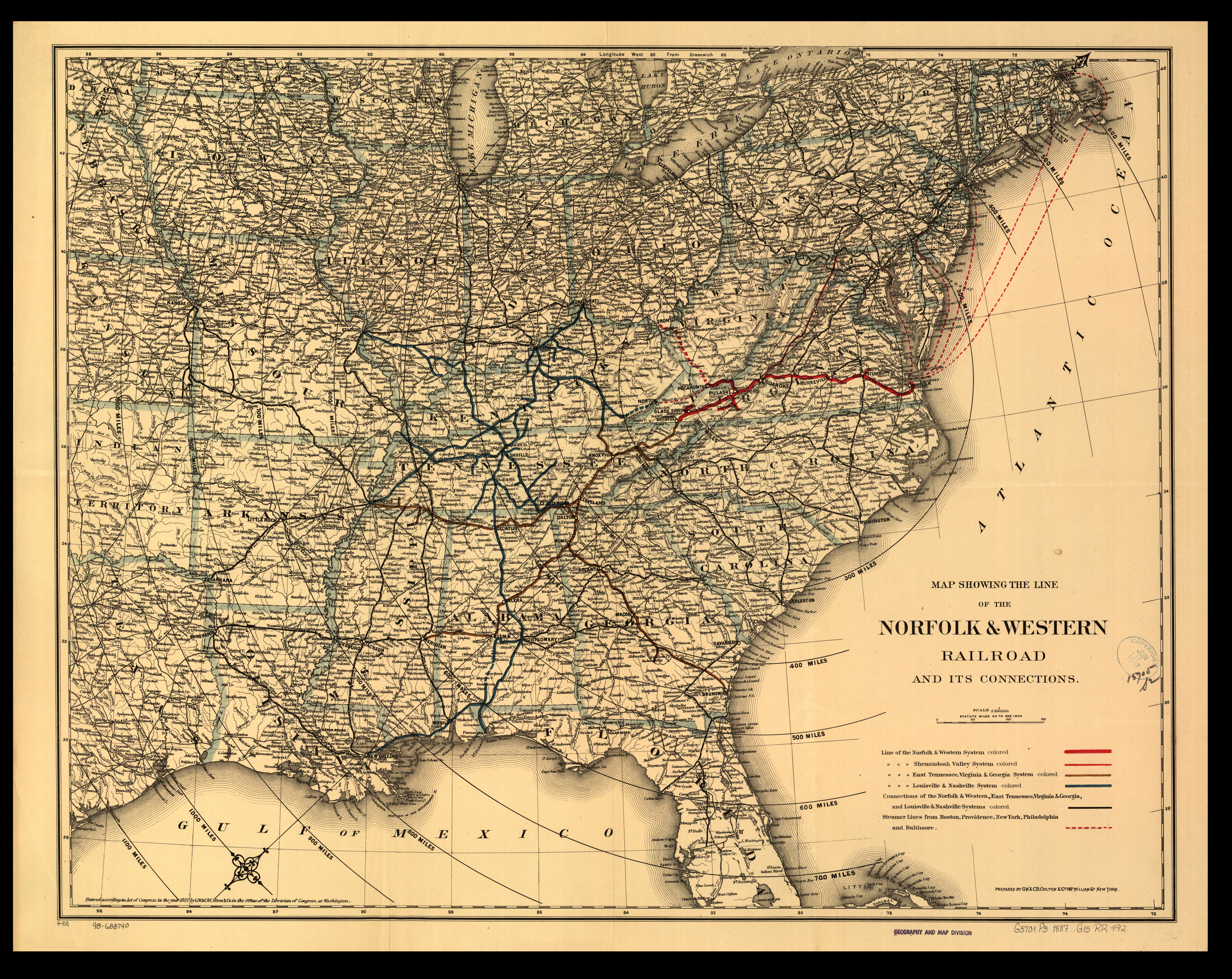
Streckennetz 1887 (breite rote Linien)

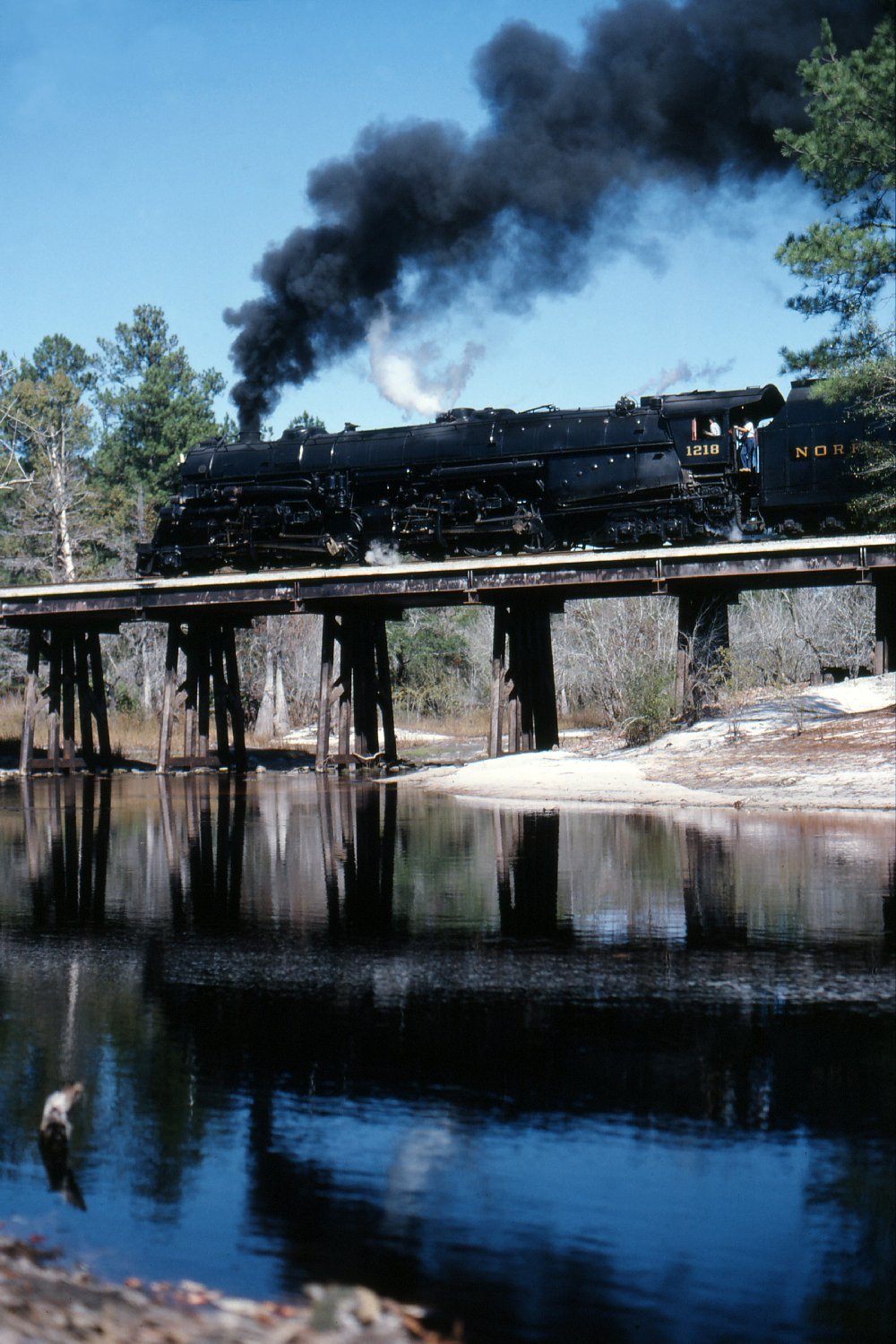
N&W A-Klasse Nr. 1218 auf einer Sonderfahrt 1987

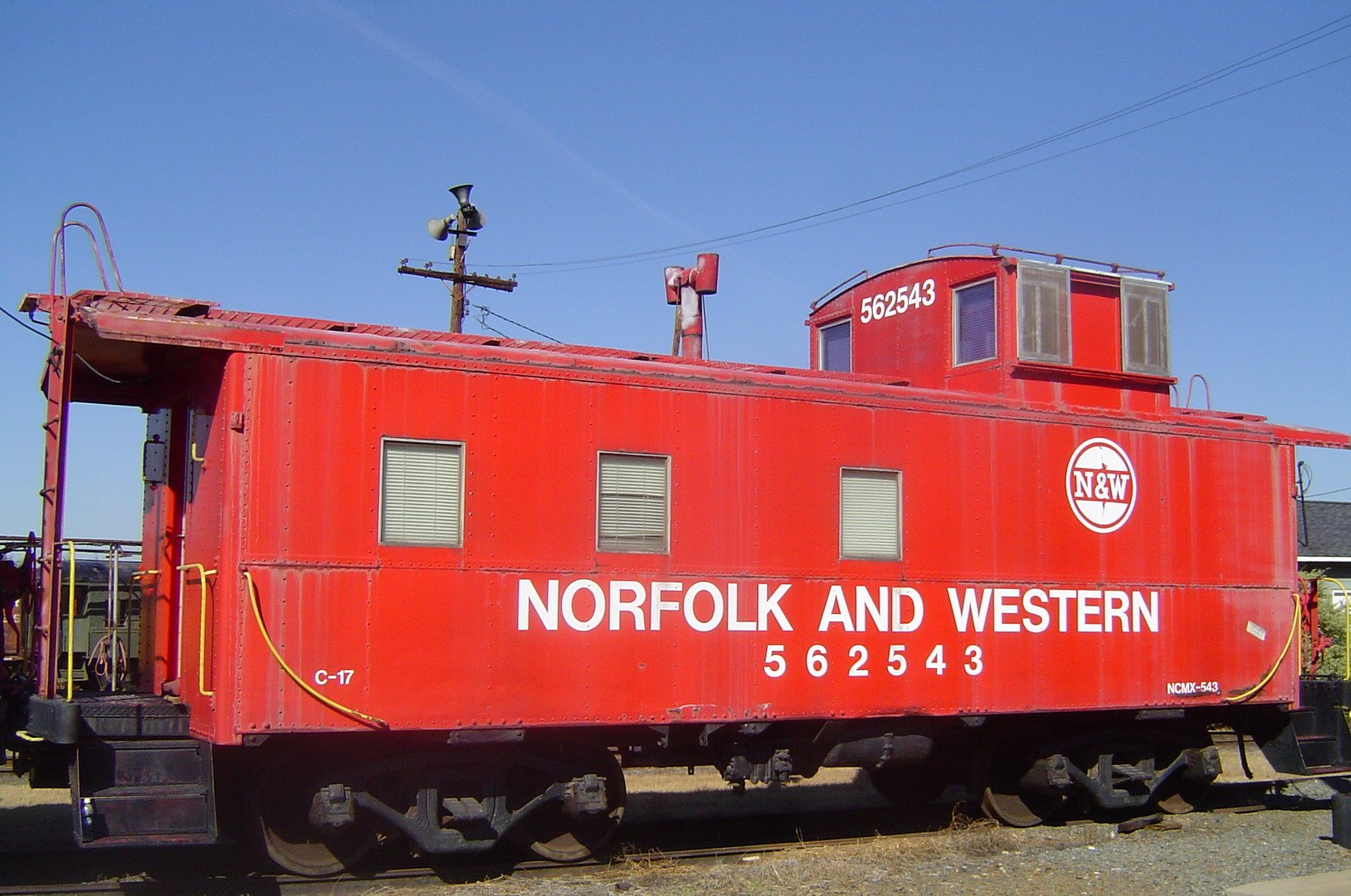
Begleitwagen der N&W mit dem späteren Logo der Bahngesellschaft im Verkehrsmuseum von North Carolina

Die Bahngesellschaft wurde am 3. Mai 1881 in Norfolk and Western Railroad umbenannt und das Hauptquartier der Gesellschaft von Norfolk nach Big Lick, heute Roanoke, verlegt. Am 9. Mai 1882 fusionierten die New River Railroad of Virginia, die New River Railroad of West Virginia und die East River Railroad of West Virginia mit der N&W. Alle drei Gesellschaften waren gegründet worden, um eine Bahnstrecke von Roanoke in die Kohlereviere in West Virginia zu bauen, was in den 1880er Jahren dann durch die Norfolk&Western geschah. Ab dieser Zeit war Kohle das Haupttransportgut der Bahngesellschaft. 
In den 1880er Jahren erfolgte in den ganzen Südstaaten der USA die Umspurung von 1524 auf 1448 Millimeter Gleisspurweite. Auch die Norfolk&Western baute ihre Strecken in dieser Zeit um.
Am 1. Februar 1890 erwarb die N&W die Scioto Valley and New England Railroad, deren 200 Kilometer lange Hauptstrecke von Columbus nach Coal Grove in Ohio führte. Auch die Shenandoah Valley Railroad mit ihrer Bahnstrecke von Roanoke nach Hagerstown (Maryland) wurde am 30. September 1890 in die N&W eingegliedert. Die Norfolk&Western pachtete außerdem verschiedene Bahngesellschaften, nämlich 1892 die Lynchburg and Durham Railroad und die Roanoke and Southern Railroad sowie 1893 die Columbus Connecting and Terminal Railroad. Damit dehnte sich das Netz nach Süden bis Winston-Salem und Durham (beide North Carolina) aus. 1892 ging eine Neubaustrecke von New Kanawha zum Ohio River in Betrieb, womit die bis dahin isolierte Strecke der Scioto Valley&New England an das Streckennetz angebunden war.

### Norfolk and Western Railway (1896–1964)
Am 24. September 1896 erfolgte die endgültige Umbenennung der Gesellschaft in Norfolk and Western Railway. Ab 1900 begann die Pennsylvania Railroad, Anteile an der Norfolk&Western zu kaufen. Die Gesellschaft erwarb in den darauf folgenden Jahren weitere vor allem kleinere Bahngesellschaften, und zwar
- die Cincinnati, Portsmouth and Virginia Railroad (172 km Hauptstrecke von Sciotoville nach Cincinnati) im Januar 1901,
- die Columbus Terminal and Transfer Railroad (Rangier- und Verbindungsgleise in Columbus) am 19. Mai 1905,
- die Iaeger and Southern Railway in West Virginia am 25. April 1906,
- die Caretta Railway und die West Virginia Southwestern Railway am 26. Februar 1909,
- die Lynchburg Belt Line and Connecting Railway am 7. April 1910,
- die Blackstone and Lunenberg Railroad am 25. April 1910,
- die Pocahontas and Western Railroad am 29. April 1910,
- die Big Stony Railway am 9. Dezember 1910,
- die Virginia Anthracite Coal and Railway am 29. August 1911,
- die schon seit 1893 gepachtete Columbus Connecting and Terminal Railroad am 16. Dezember 1913,
- die New River, Holston and Western Railroad am 13. Mai 1919 und
- die Virginia-Carolina Railway am 27. August 1919.

Um 1908 spurte die Norfolk&Western ihr gesamtes Netz auf Normalspur (1435 mm) um.
Um konkurrenzfähiger zu sein, elektrifizierte die N&W in der Zeit von 1915 bis 1924 etwa 90 Kilometer ihrer Bahnstrecke von Iaeger nach Bluefield in West Virginia. Die bergige Strecke konnte so schneller und mit höherer Kapazität befahren werden. Erst eine Neutrassierung der Strecke 1950 brachte das Ende des elektrischen Betriebs. Am 12. Oktober 1923 erwarb die N&W alle Anteile der Big Sandy and Cumberland Railway, eine Fusion unterblieb jedoch zunächst. Als Tochtergesellschaft wurde am 10. November 1924 die Buck Creek Railroad gegründet, die eine Bahnstrecke in Martin County (Kentucky) baute und die am 7. November 1936 mit der N&W fusionierte. 
Daneben wollte die N&W am 3. Juli 1925 ihre langjährige Konkurrentin, die Virginian Railway, pachten, was jedoch durch die Interstate Commerce Commission aus Wettbewerbsgründen untersagt wurde. 1959 versuchte man erneut eine Fusion und am 1. Dezember 1959 konnte diese mit Genehmigung der ICC vollzogen werden. Kurz darauf endete auch der elektrische Betrieb eines Streckenabschnittes der Virginian. 1962 erwarb die N&W noch einen Konkurrenten, die Atlantic and Danville Railroad, die gleichzeitig in Norfolk, Franklin and Danville Railroad umbenannt wurde. Der größte Teil der 340 Kilometer langen Hauptstrecke dieser Bahngesellschaft wurde stillgelegt.
Als Kohletransporteur fuhr die Norfolk&Western noch bis weit in die 1950er Jahre mit Dampflokomotiven und stellte ihren Fuhrpark erst dann nach und nach auf Dieselloks um. Bis heute bekannt ist die betriebsfähig erhalten gebliebene Lokomotive 611 der N&W-Klasse J.

### Von der Norfolk&Western zur Norfolk Southern
Eine der größten Fusionen von Bahngesellschaften erfolgte am 16. Oktober 1964. Die Norfolk&Western, bis dahin hauptsächlich in Virginia, West Virginia und Ohio, dehnte ihr Netz schlagartig um über 5000 Meilen aus. Sie erwarb an diesem Tag die New York, Chicago and St. Louis Railroad („Nickel Plate“), die Wabash Railroad, die Pittsburgh and West Virginia Railroad, die Akron, Canton and Youngstown Railroad sowie die Strecke von Columbus nach Sandusky (Ohio) von der Pennsylvania Railroad.
Eine weitere größere Fusion wurde am 31. August 1965 angekündigt. Sie sollte die Norfolk&Western, die Chesapeake and Ohio Railway, die Baltimore and Ohio Railroad und die Western Maryland Railway umfassen. Weiterhin schlug man vor, diese Fusion auf die Reading Company, die Central Railroad of New Jersey, die Erie Lackawanna Railroad, die Delaware and Hudson Railway und die Boston and Maine Railroad auszudehnen. Hierzu gründete die N&W eine Holdinggesellschaft Dereco, zusammengesetzt aus den Initialen einiger der zu fusionierenden Bahngesellschaften. Diese Holdinggesellschaft erwarb die Erie Lackawanna und die Delaware&Hudson. Nachdem 1970 jedoch die Pleite der Penn Central zahlreiche Bahngesellschaften im Nordosten mit in den finanziellen Absturz gerissen hatte, gaben die Norfolk&Western und die Chesapeake&Ohio am 22. April 1971 die Fusionspläne offiziell auf. Die Holdinggesellschaft wurde wieder aufgelöst und die Erie Lackawanna an Conrail und die Delaware&Hudson an Guilford Transportation verkauft.
Erst am 1. September 1981 erfolgte eine weitere Fusion, und zwar mit der Illinois Terminal Railroad. Nach dem Scheitern der Fusion mit der Chesapeake&Ohio sollte nun die Southern Railway als große Partnergesellschaft fungieren. Am 1. Juni 1982 wurden beide Bahngesellschaften Töchter der neugegründeten Norfolk Southern Corporation mit Sitz in Norfolk. Am 31. Dezember 1990 wurde die Norfolk&Western eine Tochtergesellschaft der Southern Railway, die gleichzeitig in Norfolk Southern Railway (NS) umbenannt wurde. Am gleichen Tag endete die Betriebsführung der Norfolk&Western auf ihren Strecken, die an die NS überging.